# 刘景平
刘景平（1917年—1980年5月5日），男，汉族，直隶（今河北）宣化深井乡北街人，中华人民共和国政治人物，曾任内蒙古自治区人民委员会副主席，自治区党委书记处书记、第五届全国人大代表。

## 生平
1935年在直隶省立第十六中学（今宣化一中）读书时，受国文教师、地下党员张苏的影响，参加了一二九运动。1936年加入中国共产党，被派遣到西安的东北军学兵队做政治工作，参加了西安事变。 
抗日战争爆发后，被派遣到绥远河套地区开展地下工作，任中共绥远河套地区特委组织部长、代理书记。1941年赴延安，从事民运工作、民族教育工作。1944年3月，入中共中央党校学习。后任成川工委委员。
抗日战争胜利后，任内蒙古自治运动联合会秘书处处长、内蒙古人民自卫军骑兵第十六师副政委、政委、中共察哈尔盟工委书记。1947年6月中旬，指挥骑兵第16师与兄弟部队配合，消灭了额尔钦道尔吉匪徒。1948年任骑兵第16师政委，在锡察草原先后进行高昌战斗、二进康保城战斗。1947年7月任中共锡林郭勒、察哈尔、巴彦塔拉、乌兰察布工作委员会（简称锡察巴乌工委）宣传部长。
中华人民共和国成立后，1949年10月调乌兰浩特的自治区人民政府工作，任内蒙古自治区财经委员会副主任、内蒙古自治区商业厅厅长、内蒙古自治区计委主任，1960年任内蒙古自治区人民委员会副主席，1964年任中国共产党内蒙古自治区委员会书记处书记。当选为第一至第五届内蒙古自治区人民代表大会代表、第五届全国人大代表。